# Theodor Zöckler
Theodor Zöckler (ur. 5 marca 1867 w Greifswaldzie, zm. 18 września 1949 w Stade) – niemiecki duchowny luterański, działacz charytatywny, w II Rzeczypospolitej superintendent Kościoła Ewangelickiego Augsburskiego i Helweckiego Wyznania w Małopolsce.

## Życiorys
Działał w Stanisławowie. Początkowo (od 1891) był zaangażowany w akcję misyjną wśród Żydów, a w 1896 założył tam sierociniec. I wojnę światową spędził w Austrii. Po odzyskaniu przez Polskę niepodległości powrócił do Stanisławowa, gdzie zajmował się szkolnictwem i założył fabrykę maszyn rolniczych. W 1924 został superintendentem Kościoła Ewangelickiego Augsburskiego i Helweckiego Wyznania w Małopolsce. Na stanowisku tym zastąpił ks. Hermanna Fritschego. Urząd pełnił do wybuchu II wojny światowej.